# The Watcher (film, 2000)
Pour les articles homonymes, voir The Watcher.
Pour plus de détails, voir Fiche technique et Distribution.
The Watcher  ou Regard dangereux au Québec est un thriller américain réalisé par Joe Charbanic sorti en 2000.
Le film reçoit des critiques globalement négatives à sa sortie et ne rencontre pas de succès commercial.

## Synopsis
Après avoir passé huit ans à enquêter sur les tueurs en série à Los Angeles, Joel Campbell, agent du FBI, a décidé de raccrocher. Il vit désormais à Chicago. Très marqué et troublé, il suit une thérapie avec le Dr Polly Beilman. Son passé va vite le rattraper lorsque David Griffin, un psychopathe qu'il a longuement traqué, joue avec ses nerfs en lui envoyant par courrier postal, 24 heures avant de les tuer, les photos de ses victimes. À regret, Campbell va devoir reprendre du service. Malgré son instabilité, on lui confie une unité spéciale pour appréhender le tueur.

## Fiche technique
- Titre original et français : The Watcher
- Titre québécois : Regard dangereux
- Réalisation : Joe Charbanic
- Scénario : David Elliot et Clay Ayers, d'après une histoire de Darcy Meyers et David Elliot
- Photographie : Michael Chapman
- Musique : Marco Beltrami
- Montage : Richard Nord
- Costumes : Jay Hurley
- Production : Patrick D. Choi (exécutif), Christopher Eberts et David Elliot
- Société de production : Lewitt / Eberts Productions, Choi Niami Productions, Driven Productions et Gamma Entertainment ; en association avec Interlight
- Sociétés de distribution : Universal Pictures (États-Unis), Capitol Films (France)
- Budget : 30 000 000 $[1]
- Pays de production :  États-Unis
- Format : couleur — 35 mm — 1,85:1 — son DTS / Dolby Digital / SDDS
- Genre : thriller, policier
- Durée : 97 minutes
- Dates de sortie :
  - États-Unis : 8 septembre 2000
  - France : 8 novembre 2000

## Distribution
- James Spader (VF : Éric Herson-Macarel ; VQ : Gilbert Lachance) : Joel Campbell
- Keanu Reeves (VF : Thierry Ragueneau ; VQ : Daniel Picard) : David Griffin
- Marisa Tomei (VF : Vanina Pradier ; VQ : Natalie Hamel-Roy) : Polly Beilman
- Chris Ellis (VF : Vincent Grass ; VQ : Hubert Gagnon) : Hollis
- Ernie Hudson (VF : Régis Ivanov) : Ibby
- Robert Cicchini (en) (VF : Bertrand Liebert ; VQ : Raymond Bouchard) : Mitch
- Jenny McShane : Diana
- Rebekah Louise Smith (VQ : Lisette Dufour) : Ellie
- Gina Alexander : Sharon
- Andrew Rothenberg : Jack Fray
- Joseph Sikora (VF : Cédric Dumond) : le skater

## Production
Keanu Reeves a avoué qu'il n'aimait pas le script et qu'il a du faire le film car quelqu'un aurait falsifié sa signature sur le contrat. L'acteur aurait donc accepté le rôle plutôt que se lancer dans une longue bataille juridique. Il déclarera quelques années plus tard : « Je n'ai jamais trouvé le scénario intéressant, mais un de mes amis a imité ma signature sur le contrat ». Il a par ailleurs été contractuellement obligé par le studio de ne pas divulguer cela jusqu'à 12 mois après la sortie du film aux États-Unis et de ne pas dire des choses négatives sur le film,.
Le tournage se déroule  d'Octobre à décembre 1999. Il se déroule dans l'Illinois, notamment à Chicago (Wabash Avenue, le Loop, ...) et Oak Park.

## Sortie et accueil

### Critique
Sur l’agrégateur de critiques Rotten Tomatoes, il obtient 11% d'avis favorables pour 91 critiques et une note moyenne de 3,5⁄10. Le consensus suivant résume les critiques compilées par le site : « The Watcher présente un Keanu Reeves à contre-courant, mais le film manque de sensations fortes, de suspense et de crédibilité ». Sur Metacritic, qui utilise une moyenne pondérée, le film obtient une note de 22⁄100 pour 28 critiques.
Sur le site AlloCiné, qui recense 15 critiques de presse, le film obtient la note moyenne de 2,5⁄5
.

### Box-office
Le film ne réalise pas de grosses performances au box-office, avec plus de 47 millions de dollars récoltés dans le monde pour un budget d'environ 30 millions. Il rapporte cependant plus en location en vidéo après sa sortie.
| Pays ou région     | Box-office      | Date d'arrêt du box-office | Nombre de semaines |
| ------------------ | --------------- | -------------------------- | ------------------ |
| États-Unis, Canada | 28 946 615 $    | 2 novembre 2000            | 8                  |
| France             | 451 483 entrées | -                          | -                  |
| Total mondial      | 47 267 829 $    |                            |                    |